# Теса Бланчард
Теса Бланчард (на английски: Tessa Blanchard) е американска кечистка. Тя прави участия за Lucha Libre AAA Worldwide и Women of Wrestling. Бланчард е дъщеря на Тъли Бланчард и е трето поколение кечист. Тя е единствената жена, която е била носител на Световната титла на Impact.

## Ранен живот
Бланчард е внучка на кечиста Джо Бланчард и дъщеря на Тъли Бланчард.
На 4-годишна възраст, Бланчард и нейните братя и сестри се преместват при майка ѝ и вторият ѝ баща след раздялата на родителите ѝ. Тъли Бланчард посещава децата си поне веднъж месечно след развода. Тя има трима братя и сестри и близнаци полубратя от своя втори баща на име Люси и Тъкър. Бланчард се смята за любителка на музикалния театър, след като се записва в Детския театър на Шарлот, присъединява се към рецитация на Шекспир и играе във всички аматьорски продукции на гимназията си.
Напуска дома си след гимназията и за кратко посещава Университета на Северна Каролина в Шарлот, изкарва доходи от работа в нощен клуб и спира да общува със семейството си за доста време. Бланчард работи в бар и чисти маси, когато интересът ѝ към кеча се събужда. Тя е с баща си за въвеждането на Четиримата конници през 2012 г. в Залата на славата на WWE в Маями.
Бланчард се записва в Highspots Wrestling School, само на 20 минути от мястото, където живее, когато навършва 18 години през 2013 г. Тя е обучена от ветерана на NWA/WWE/WCW Джордж Саут, а там е още и един сред бъдещите кечисти на WWE Седрик Александър. Бланчард информира баща си и пастрока си, че тренира кеч около шест месеца след нейното обучение. Тя е на проби в Световната федерация по кеч (WWE) през 2014 г., но не получава предложение за догово.

## Кариера

### Независима сцена (от 2014 г.)
Бланчард се състезава в Queens of Combat 2 на 13 юни 2014 г., където тя прекъсва изказване на Мис Рейчъл след победата ѝ над Аманда Родригес, в резултат на което е насрочен мач между Бланчард и Мис Рейчъл, където Бланчард е победена. На 11 октомври тя участва в турнира Super 8 ChickFight, организиран от East Coast Wrestling Association (ECWA), федерация на Делауеър, където се състезават жени. Бланчард спечелва турнира, като елиминира последователно Тина Сан Антонио, Рене Мишел и накрая Джени Роуз. Седмица по-късно, успешно защитава титлата си на шампионка при жените на ECWA срещу Амбър О'Нийл.
На 8 ноември 2014 г. дебютира за Superstars Uncensored и е победена от Ния в мач за WSU Spirit Championship на Breaking Barriers III.
Бланчард дебютира за Shine Wrestling като хийл на събитието Shine 26 на 3 април 2015 г. и е победена от Ийви. По-късно вечерта Бланчард атакува Лева Бейтс, карайки нея и Джесика Хавок да бъдат победени от Сарая Найт и Су Юнг, а по-късно става най-новият член на Валкирия. На Shine 27, Бланчард е победена от Бейтс. След мача двете с Ейприл Хънтър нападат Бейтс.
На 9 януари 2016 г. дебютира в Lucha Underground, губейки от Ивелис Велес в дарк мач.
Бланчард започва да се бие в междуполови мачове след пролетта на 2016 г., след като работи за Shimmer, Stardom, Lucha Underground и NXT. Тя има мач срещу подписалия с NXT Доминик Дайджаковик и отборен мач с Рикоше, Беа Прийстли и Уил Оспрей. На 16 юни 2018 г. Бланчард побеждава Мерседес Мартинес, за да спечели WSU Championship.
На 1 септември Бланчард побеждава Брит Бейкър, Челси Грийн и Медисън Рейн в четворен мач на All In.

### Световна федерация по кеч (2016, 2017)
През 2016 г. Бланчард прави своя дебют за NXT на 2 април в мач, спечелен от Алекса Блис. На 4 май губи от Ная Джакс. На 15 юни е третия ѝ мач, губейки от Кармела. На 13 юли 2017 г. се завръща като част от Мей Йънг класика и е елиминирана от турнира в първия кръг от Кайри Сейн.

### World Wonder Ring Stardom (2016 – 2017)
През август 2016 г. прави дебют за World Wonder Ring Stardom, като влиза в 5-Star Grand Prix през 2016 г., където стига до финала, преди да загуби от Йоко Бито на 22 септември. Бланчард се завръща в Stardom през април 2017 г. На 30 април тя взима участие в турнира „Пепеляшка 2017“, където побеждава Крис Улф в първия кръг, преди да бъде елиминирана във втория кръг от евентуалната победителка Тони Сторм.

### Women of Wrestling (от 2018 г.)
На 5 септември 2018 г. е съобщено, че Бланчард е подписала договор и ще дебютира през октомври 2018 г. На 18 януари 2019 г., когато е премиерата по AXS TV, е нейният дебют по телевизията, където се изправя срещу световната шампионка на WOW Сантана Гарет, утвърждавайки се като хийл, тъй като двете ще враждуват за титлата. Бланчард печели титлата за първи път в епизода на WOW от 15 февруари, побеждавайки непобедената досега Джънгъл Гърл. На 6 март 2019 г. Бланчард и собствениците на WOW Джийни Бъс и Дейвид Маклейн заедно с изпълнителния директор на AXS TV Андрю Саймън, обявяват подновяване на втория сезон на шоуто с рекорден брой от 24 епизода. Освен това е обявено, че Бланчард ще бъде част от треньорите в кеч училището за жени WOW в Лонг Бийч, Калифорния.

### Impact Wrestling (2018 – 2020)

#### Нокаут шампионка (2018 – 2019)
Бланчард дебютира за Impact Wrestling на Redemption, когато е част от коментаторския екип по време на мача между Киера Хоган и Тая Валкъри. Няколко седмици по-късно, след като я напада по време на мача си, Бланчард побеждава Хоган в първия си мач в Impact!. На Slammiversary XVI, тя печели срещу Али.
На 12 август (който се излъчва със запис на 30 август) в специалният епизод ReDefined, Бланчард побеждава Али и Су Юнг в троен мач, за да спечели Нокаут титлата на Impact за първи път в кариерата си. На One Night Only: Bad Intentions, който се излъчва на следващата вечер, Бланчард прави първата си успешна защита на титлата, побеждавайки Жизел Шоу. През октомври Бланчард започва вражда с Тая Валкъри, която побеждава два пъти – на Bound for Glory и три седмици по-късно в реванш в Impact!. След това Валкъри успява да победи Бланчард в смесен отборен мач, който ѝ дава още една възможност за титлата.
На 6 януари 2019 г., на Impact Wrestling Homecoming, Бланчард губи титлата от Валкъри, слагайки край на царуването от 147 дни. След като не успява да си върне титлата в уличен бой, Бланчард започва вражда с Гейл Ким. Това води до обявяването на мач между двете, на Rebellion на 28 април, когато Бланчард побеждава Ким в официално последния мач на Ким. След мача Ким хвали Бланчард за нейните способности и като бъдещето на дивизията. Бланчард благодари на Ким и ѝ връща уважението, като става фейс в процеса.

#### Световна шампионка на Impact (2019 – 2020)
На 7 юли Бланчард се бие срещу Сами Калъхан в първия междуполов мач, който оглавява някога кеч PPV в Slammiversary XVII, по време на който е победена. По-късно тя се бие в мач със стълби за Титлата на Х дивизията на Impact, който е спечелен от Ейс Остин на 20 октомври на Bound for Glory. На епизода на Impact! от 19 ноември, Бланчард печели рицарски мач срещу Дага, Мус, Рич Суон, Майкъл Елгин и Брайън Кейдж, за да стане претендент номер 1 за Световната титла на Impact. По време на PPV-то Hard to Kill на 12 януари 2020 г., Бланчард побеждава Калъхан, за да спечели Световната титла, ставайки първата жена в историята, която печели титлата. Последният ѝ мач в Impact е записан на 7 март 2020 г. и излъчен на 7 април 2020 г. Тя и Еди Едуардс се бият за Световните отборни титли на Impact срещу шампионите Северът (Итън Пейдж и Джош Александър) като губят. След като остава блокирана поради пандемията от COVID-19, Бланчард напуска Impact Wrestling на 25 юни 2020 г., след като договорът ѝ е прекратен, преди да изтече на 30 юни; отнета ѝ е и Световната титла.

### Lucha Libre AAA Worldwide (2019)
На 18 март 2019 г. Конан съобщава, че Бланчард е напуснала The Crash Lucha Libre и е подписала с AAA. На 18 май в Тустла Гутиерес, Бланчард дебютира за AAA в отборен мач с Ла Хиедра, като побеждават Фаби Апаче и шампионката на AAA Reina de Reinas Лейди Шани.
На 3 август в Triplemanía XXVII Бланчард побеждава Апаче, Тая Валкъри, Аяко Хамада, Чик Тормента, Ла Хиедра и Лейди Шани в мач с маси, стълби и столове, за да спечели титлата на AAA Reina de Reinas, като по този начин става третата чужденка (след Тая Валкъри и Аяко Хамада) и първата американка, която печели титлата. Въпреки това, губи титлата от Валкъри в първата си защита на съвместното събитие на Impact Wrestling и AAA Lucha Invades NY на 15 септември 2019 г.

## Личен живот
Теса Бланчард е дубльор за каскадата на актрисата Флорънс Пю във филма „Борба с моето семейство“, продуциран от Дуейн Джонсън „Скалата“. На 20 ноември 2019 г. Бланчард прави годеж с колегата си Мигел Оливо, по-известен с името Дага. The couple married in August 2020 and resides in Mexico. Вдигат сватба през август 2020 г. и пребивават в Мексико.
През януари 2020 г. множество жени-кечистки излизат с обвинения в тормоз и расизъм срещу Бланчард, включително инцидент, включващ нея, в който плюе в лицето на чернокожа жена и отправя расова клевета. Въпросната жена, Блек Роуз, твърди, че инцидентът е станал по време на турне в Япония. Теса Бланчард отрича твърденията.

## Титли и постижения
- Impact Wrestling
  - Световна титла на Impact (1 път)
  - Нокаут титла на Impact (1 път)
  - Годишни награди на IMPACT (4 пъти)
    - Нокаутка на годината (2018)[41]
    - Движение на годината (2019) Магнум[42]
    - Кечистка на годината (2019)
    - Мач на годината (2019) срещу Сами Калъхан на Slammiversary XVII
- Lucha Libre AAA Worldwide
  - AAA Reina de Reinas (1 път)
- Pro Wrestling Illustrated
  - PWI 500 я класира No. 83 от топ 500 индивидуални кечисти през 2020 г.
- Women of Wrestling
  - Световна титла на WOW (1 път)[43]